# V455 Андромеды
V455 Андромеды (лат. V455 Andromedae) — карликовая новая, двойная катаклизмическая переменная звезда типа SU Большой Медведицы (UGSU) в созвездии Андромеды на расстоянии приблизительно 246 световых лет (около 76 парсеков) от Солнца. Видимая звёздная величина звезды — от +17m до +8m. Орбитальный период — около 81,08 минут (1,35 часа).

## Характеристики
Первый компонент — белый карлик спектрального класса pec(UG). Масса — около 0,6 солнечной. Эффективная температура — около 7416 K.
Второй компонент — красный карлик спектрального класса M. Масса — около 0,07 солнечной.